# Dekanat wolski
Dekanat wolski – jeden z 25 dekanatów rzymskokatolickich archidiecezji warszawskiej wchodzącej w skład metropolii warszawskiej. W skład dekanatu wchodzi 9 parafii: 
- Parafia św. Józefa Oblubieńca NMP w Warszawie – na Kole
- Parafia św. Augustyna na Muranowie – na Muranowie
- Parafia Miłosierdzia Bożego i św. Faustyny na Muranowie – na Muranowie
- Parafia św. Karola Boromeusza na Powązkach – na Powązkach
- Parafia św. Wawrzyńca w Warszawie – na Reducie Wolskiej
- Parafia Dobrego Pasterza w Warszawie – na Ulrychowie
- Parafia św. Klemensa Hofbauera w Warszawie – na Woli
- Parafia św. Stanisława Biskupa i Męczennika w Warszawie – na Woli
- Parafia św. Wojciecha w Warszawie – na Woli